# Sky Muster II
Sky Muster II (NBN Co 1B) ist ein kommerzieller Kommunikationssatellit der australischen Firma NBN (National Broadband Network).
Er wurde am 5. Oktober 2016 um 20:30 UTC mit einer Ariane 5 Trägerrakete vom Raketenstartplatz Kourou (zusammen mit GSAT-18) in eine geostationäre Umlaufbahn gebracht. Er wurde 28 Minuten nach dem Start von der Rakete getrennt.
Der dreiachsenstabilisierte Satellit ist mit 202 Ka-Band-Transpondern und über 100 Spot-Beams ausgerüstet und soll von der Position 135–150° Ost aus Australien und einige umliegende Inseln mit Internet mit insgesamt 80 GBit/s versorgen. Er wurde auf Basis des Satellitenbus SS- 1300 der Space Systems Loral gebaut und besitzt eine geplante Lebensdauer von mehr als 15 Jahren.